# Macomb Township (Michigan)
Pour les articles homonymes, voir Macomb.
Macomb Township est située dans l’état américain du Michigan. Sa population était de 95 648 habitants en 2000.